# Persea cinerascens
Persea cinerascens là loài thực vật có hoa trong họ Nguyệt quế. Loài này được Blake miêu tả khoa học đầu tiên năm 1920.